# 岩倉久子
岩倉 久子（いわくら ひさこ、1862年12月4日（文久2年10月13日） - 1943年（昭和18年）8月30日）は、宮内大臣・岩倉具定の妻。民部大輔澤為量の四女。愛国婦人会会長（初代）。

## 人物
久子は公爵夫人として愛国婦人会設立に尽力し、初代会長を務めた。日露戦争では銃後慰問事業に活躍し、勲四等に叙された。
具定との間に6男5女を儲けている。
岩倉具幸へ宛てた書簡が、早稲田大学図書館により公開されている。

## 栄典
- 1906年（明治39年）4月1日 - 勲四等宝冠章[2]

## 家族・親族
- 長男： 公爵岩倉具張
- 長女： 周子（東伏見宮依仁親王妃）
- 次女： 豊子（侯爵西郷従徳室）
  - 外孫： 西郷従吾
- 四女： 花子（男爵武井守成室）
- 五女： 季子（男爵島津忠弘室）
- 五男： 岩倉具顕
  - 孫： 具子（小桜葉子、上原謙室）
    - 外曽孫： 加山雄三

  - 孫： 岩倉具憲